# James Joseph Bulger

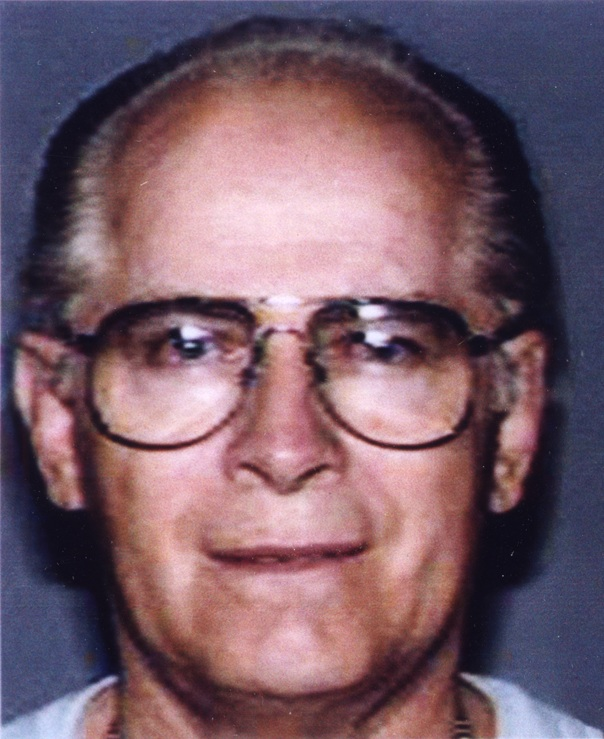
James Bulger in 1994, foto van de lijst FBI Most Wanted

James Joseph (Whitey) Bulger jr. (Boston, 3 september 1929 – Bruceton Mills, 30 oktober 2018) was een Amerikaans crimineel. Hij was de leider van de Winter Hill Gang die werd verdacht van drugshandel, afpersing, witwassen en moord.

## Biografie

### Crimineel leven
James Joseph Bulger maakte deel uit een gezin van zes kinderen. Bulgers vader was havenarbeider. Hij verloor zijn arm tijdens een ongeluk, waarna de familie verviel tot armoede. Het gezin verhuisde naar South Boston, waar toen net het Old Harbor Housing project van start was gegaan.
Whitey Bulger werd op veertienjarige leeftijd voor het eerst gearresteerd wegens diefstal. Na een reeks bankovervallen werd hij in 1956 veroordeeld tot 25 jaar gevangenisstraf. Hij zat een deel van deze straf uit op het beruchte eiland Alcatraz, maar werd na 9 jaar weer vrijgelaten. Bulger sloot zich vervolgens aan bij de Winter Hill Gang in Boston, en werkte zich al snel op naar de top van deze bende.
Hij gebruikte zijn positie als informant van de FBI om een aantal van zijn rivalen te verraden en uit de weg te ruimen. Zo werd hij een van de grootste maffiabazen van Boston en omgeving. Ook perste hij drugsdealers af door hun te vertellen dat hij ingehuurd was om hen te vermoorden, maar als zij een hoger bedrag zouden bieden, hij hen zou beschermen. Uiteindelijk ging Bulger zelf ook de lucratieve drugshandel in.
Hij woonde in Reykjavik en Santa Monica.

### Arrestatie en veroordeling
Na vele mislukte pogingen om hem te arresteren stond Bulger sinds 1999 op de Ten Most Wanted-lijst van de FBI. Er werd een beloning uitgeloofd van $2 miljoen voor informatie die zou leiden tot zijn aanhouding. Op 23 juni 2011 om 10.50 uur lokale tijd werd James Bulger aangehouden in Santa Monica (Los Angeles County) in het huis van zijn vriendin, Catherine Creig. De FBI kon hem arresteren na een tip over haar verblijfplaats, volgens de FBI "een direct gevolg" van de laatste publiciteitscampagne, gericht op Catherine Creigs persoon. Daarbij had de dienst het tipgeld verhoogd naar 100.000 dollar. Bij de arrestatie van Bulger werden wapens en een significante hoeveelheid geld gevonden.
Op 12 juni 2013 begon de rechtszaak tegen Bulger. Hierin werd hij aangeklaagd voor 32 misdaden, waaronder oplichting, het witwassen van geld, afpersing en wapenbezit en tevens medeplichtigheid bij 19 moorden. Op 14 november 2013 werd Bulger veroordeeld tot tweemaal levenslang en 5 jaar. In 2014 werd hij overgeplaatst van Tucson (Arizona) naar de Coleman II-gevangenis in Sumterville, Florida.

### Overlijden
Op 30 oktober 2018 werd hij dood in zijn cel gevonden, nog geen dag nadat hij was overgeplaatst naar de USP Hazelton-gevangenis in de buurt van Bruceton Mills. Hij zou door een huurmoordenaar en een andere gevangene op gewelddadige wijze om het leven zijn gebracht.

## Film
Whitey Bulgers criminele leven vormde de inspiratie voor meerdere films en documentaires. In 2014 werd de documentaire Whitey: United States of America v. James J. Bulger uitgebracht. In 2015 verscheen de film Black Mass, met Johnny Depp in de rol van Bulger.